# 和歌山師範学校
和歌山師範学校（わかやましはんがっこう）は1943年（昭和18年）に、和歌山県に設置された師範学校である。
本項は、和歌山縣師範學校・和歌山縣女子師範學校などの前身諸校を含めて記述する。

## 概要
1872年（明治5年） 設立の小學校敎員取立學校 を起源とする。和歌山縣師範學校・和歌山縣女子師範學校の統合・官立移管により設置され、男子部・女子部を置いた。
第二次世界大戦後の学制改革で新制和歌山大学学芸学部（現・教育学部）の前身の一つとなった。

## 沿革

### 和歌山県立期

#### 小学校教員取立学校
- 1868年2月：和歌山藩、兵學寮を設置。当初は水野淡路守屋敷に設置、12月に岡山（現・和歌山市吹上1丁目）の藩校「學習館」跡に移転。
- 1872年
  - 1月17日：岡山兵學寮を廃止、和歌山縣學を開設。和・漢・洋の3科。
  - 10月13日：和歌山縣學を廃止、岡山小學を開設。小學校敎員取立學校を附設[1]。小學科・等外學科を設置。
- 1873年3月17日：小學校敎員取立學校、生徒募集。19歳以上（優秀者は17歳以上）対象。
- 1874年
  - 3月：規則改正。小學校敎員取立學校を満20歳以上対象に変更。岡山小學等外學科を変則中學 「開知學校」 と命名（1875年5月廃止）。
  - 12月：小學校敎員取立學校を正式に岡山小學の一部とし、岡山小學と改称。官立師範學校規程に準拠し、1875年入学者から2年制に。

#### 旧・和歌山県師範学校、旧・和歌山師範学校
- 1875年
  - 5月4日：和歌山縣師範學校と改称。
  - 12月：附屬（属）小學校を設置（1876年1月授業開始）。
- 1876年
  - 2月：規則改正（17歳 - 30歳対象、修業期間125週に変更）。
  - 7月：規則改正（16歳 - 30歳対象に変更）。
- 1879年
  - 1月22日：和歌山中學校を併設。
  - 3月：修業年限2年半に変更。
- 1880年
  - 1月：和歌山師範學校と改称。
  - 7月：田辺・新宮に分校設置（1883年6月廃止）。同月、予備科を設置。
- 1882年3月：師範學校敎則大綱に準拠し規則改正。初等師範学科（修業年限1年）・中等師範学科 （同2年半）を設置。
- 1883年7月：等師範学科（4年制）を設置。

#### 和歌山県尋常師範学校
- 1886年9月：師範学校令に準拠し規則改正 （本科4年制）。
  - この頃、和歌山縣尋常師範學校と改称[2]。
- 1891年4月：女子部を開設。
- 1895年11月：生徒による同盟休校事件発生（田中校長（「弄花校長」）の排斥を要求。主謀者10名停学処分。1896年2月、復学。）。
- 1897年4月：簡易科を新設（1907年4月廃止）、予備科を再設置。

#### 和歌山県師範学校
- 1898年4月：師範教育令に準拠し和歌山縣師範學校と改称。
- 1903年4月：女子部を移転（現 県立博物館・県立近代美術館付近）。
- 1905年7月：生徒による同盟休校事件（同年3月の赤痢流行で生徒44名が発病したが試験延期措置がなかった。一斉に病欠届を出し、試験を延期させた[3]。）
- 1908年4月：規則改正。本科第一部（4年制、男女とも）・本科第二部 （1年制、男子のみ。中学卒対象）・予備科 （男子のみ）・小学校教員講習科を設置。
- 1917年6月：講堂崩壊（旧藩校學習館の遺構）。
- 1919年6月：上級生による下級生制裁事件発生。下級生、同盟休校に。
- 1923年4月：男子本科第一部4年生・第二部生は通学制に。
- 1924年4月：女子部に本科第二部設置（1年制。高女卒対象）。
- 1925年4月：本科第一部を5年制に変更・女子部本科第二部を2年制に延長。
- 1926年4月：専攻科を設置（1年制）。
- 1927年11月：附屬小學校、校舎焼失。
- 1929年4月1日：女子部が分離独立し、海草郡日方町に和歌山縣女子師範學校開校（現・海南市日方、海南市立海南中学校校地。縣立日方高等女學校を併設[4]。）
- 1930年3月：旧女子部跡地に附屬小學校を移転。
- 1931年1月：本科第二部を2年制に延長。
- 1932年8月：附屬小學校、再び火災。
- 1939年9月：傷痍軍人尋常小學校准敎員養成所を設置。

### 官立期

#### 和歌山師範学校
- 1943年
  - 4月1日：和歌山縣師範學校・和歌山縣女子師範學校を統合し、官立和歌山師範學校設置。
    - 旧和歌山縣師範學校校舎に男子部、旧和歌山縣女子師範學校校舎に女子部を設置。
    - 本科（3年制。中等學校卒対象）・豫科（2年制。高等小学校卒対象）を設置。

  - 8月：海南市立日方國民學校・日方幼稚園を女子部代用附属校とする。
- 1949年5月31日：新制和歌山大学発足。和歌山師範学校は和歌山青年師範学校と共に学芸学部の母体として包括された。
- 1951年3月：和歌山大学和歌山師範学校 （旧制）、閉校。

## 歴代校長
和歌山縣師範學校（前身諸校を含む）
- 勝浦鞆雄：1875年10月 -
- 古田庸：1876年10月 -
- 松山亮：1878年1月 -
- 色川圀士：1883年7月 -
- 菅沼政経：1885年8月[5] -
- 田中善雄：1890年5月 - 1896年1月11日
- 川村理助：1896年6月15日 -
- 角谷源之助：1899年3月31日 - 1902年11月10日
- 古市利三郎：1902年12月8日 - 1912年10月2日
- 有坂幾造：1912年10月2日 - 1915年10月25日
- 小川正行：1915年10月25日 - 1917年7月18日
- 三井政善：1917年7月18日 -
- 萱場今朝治：1919年11月 - 1923年3月31日[6]
- 高藤太一郎：1923年3月31日[6] -
- 有元久五郎：1924年5月 -
- 立川伊三郎：1932年4月 -
- 岩波喜代登：1935年11月 -
- 大西薌：1941年6月 - 
  - 薌（きょう）は草冠に郷

和歌山縣女子師範學校
- 岩本茂一：1929年4月 - 1935年3月[7]
  - 熊本県女子師範学校校長に転じた

官立和歌山師範学校
- 大西薌：1943年4月1日[8] -
- 額田登：1944年9月 -
- 岩崎真澄：1949年7月 -

## 校地の変遷と継承

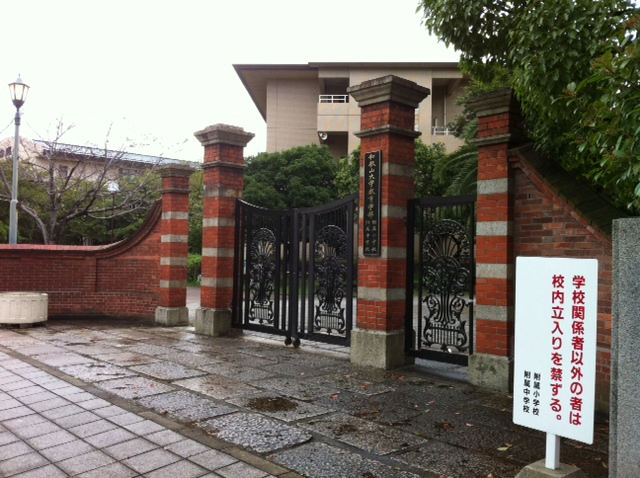
旧男子部校門（現・和歌山大学教育学部附属小・中学校校門）

和歌山師範學校男子部
前身の和歌山縣師範學校から引き継いだ和歌山市眞砂町1丁目 （現・吹上1丁目） の校地を使用した。吹上校地は後身の新制和歌山大学学芸学部（1966年教育学部と改称）に引き継がれ、1986年に現在の栄谷キャンパスに統合移転するまで使用された。現在、旧吹上校地の大部分は和歌山大学教育学部附属小学校・和歌山大学教育学部附属中学校の校地となっており、師範學校時代からの校門が残されている。師範學校附屬小學校の校地だった部分（北側に隣接）は、1994年から和歌山県立博物館・和歌山県立近代美術館の敷地となっている。
和歌山師範學校女子部
前身の和歌山縣女子師範學校から引き継いだ海南市日方の校地を使用した。旧日方校地は現在、海南市立海南中学校（旧・海南市立第二中学校）の校地となっている。

## 関連書籍
- 『100年のあしあと : 和歌山師範学校 - 和歌山大学教育学部 年表』 和歌山大学教育学部、1975年。
  - 女子師範學校（女子部）・青年師範學校に関する記述は少ない（資料が集まらなかった旨、後書きに記されている）。
- 和歌山大学50年史編纂委員会（編）『和歌山大学五十年史』 和歌山大学、2000年11月。
- 和歌山県史編さん委員会（編）『和歌山県史：近現代1』 和歌山県、1989年8月、301頁-303頁・914頁-915頁。
- 和歌山県史編さん委員会（編）『和歌山県史：近現代2』 和歌山県、1993年3月、290頁-292頁。